# Joe Weatherly

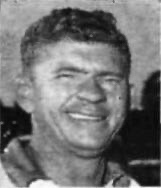
Joe Weatherly 1958

Joseph „Joe“ Weatherly (* 29. Mai 1922 in Norfolk, Virginia; † 19. Januar 1964 in Riverside, Kalifornien) war ein US-amerikanischer NASCAR-Rennfahrer und zweifacher Meister in Winston Cup sowie dreifacher Meister in der American Motorcyclist Association.

## Leben

### Vor dem Motorsport
Bevor Weatherly seine Karriere im Motorsport begann, diente er im Zweiten Weltkrieg den Streitkräften der Vereinigten Staaten und kämpfte in Nordafrika. Dabei wurde er von einem deutschen Scharfschützen im Gesicht verwundet, dessen Narben ihn später den Spitznamen „Clown Prince of Automobile Racing“ einbrachten.

### Motorradsport
In den Jahren von 1946 bis 1950 gewann Weatherly insgesamt drei Mal die nationale Meisterschaft der American Motorcyclist Association (AMA), darunter das prestigeträchtige Laconia Classic 100-Meilen-Rennen im Jahre 1948. Für seine Leistungen als Motorradfahrer wurde er im Jahre 1998 in die Motorcycle Hall of Fame der AMA aufgenommen.

### NASCAR
Im Jahre 1950 wechselte Weatherly vom Motorradsport zum Tourenwagensport. Er gewann gleich das erste Rennen, bei dem er antrat, sowie 48 der 82 weiteren Rennen, an denen er in der Saison teilnahm. In der Saison 1952 gewann der die Meisterschaft in der NASCAR Modified National-Serie. Wiederum gewann er 49 von insgesamt 83 Rennen, bei denen er an den Start ging. In der darauffolgenden Saison gewann er 52 Rennen und sicherte sich die Meisterschaft erneut.
In der Saison 1956 wechselte Weatherly in die Grand-National-Cup-Serie und fuhr im ersten Jahr einen Ford für Peter DePaolo. In der darauffolgenden Saison wechselte er das Team und fuhr für Holman Moody.
Im Jahre 1961 wurde Weatherly mit dem Preis für den beliebtesten Fahrer ausgezeichnet, bevor er in den Saisonen 1962 und 1963 in zwei aufeinanderfolgenden Jahren die Meisterschaft für Bud Moore Engineering gewann.
Weatherly wird unter den NASCAR’s 50 Greatest Drivers geführt.

## Tod
Joe Weatherly starb am 19. Januar 1964 bei einem Rennunfall beim fünften Rennen der Saison auf dem Riverside International Raceway, als sein Kopf beim Einschlag aus dem Wagen gegen eine Begrenzungsmauer geschleudert wurde und er sich eine tödliche Kopfverletzung zuzog. Er wurde in seiner Heimatstadt Norfolk beigesetzt.
Nach dem Unfall begann die Diskussion um die Einführung eines Sicherheitsnetzes an der Position des Fahrerfensters, welche im Jahre 1971 durch NASCAR vorgeschrieben wurden und die noch immer im Einsatz sind.

## Ehrungen
- Aufnahme in die Motorcycle Hall of Fame[1]